# Alice Rörberg
Alice Norma Rörberg, född 26 augusti 1925 i Steneby församling i Älvsborgs län, död 10 juni 2020, var en svensk författare från  Brännö som skrivit bland annat "Högsbotorpen berättar". Hon var också verksam som ordförande för Lasse Dahlquist-sällskapet 1988–2006 och startade Lasse Dahlquist-sångarna 1990. Hon ledde även musikaliska frågelekar i Göteborg och har varit presentatör för Nordstadssvängen.
Hon medverkar också på CD:n "På seglats med Lasse Dahlquist", där hon sjunger "Chicago, min gamla barndomsstad".
Rörberg tilldelades Lasse Dahlquist-stipendiet 2002.